# Maksymilian Jarzyna
Maksymilian Jarzyna herbu Trzaska (zm. przed 9 października 1657 roku) –  marszałek Trybunału Głównego Koronnego w 1650 roku, sędzia ziemski krakowski w 1650 roku, podstarości krakowski w 1642 roku, pisarz ziemski krakowski w latach 1639–1650, sędzia ziemski sochaczewski w 1632 roku.

## Życiorys
Podpisał pacta conventa Władysława IV Wazy w 1632 roku. Poseł na sejm koronacyjny 1633 roku, sejm zwyczajny 1635 roku, sejm 1638 roku. W 1642 roku jako poseł na sejm z województwa krakowskiego był deputatem na Trybunał Skarbowy Koronny. 
Był elektorem Jana II Kazimierza Wazy z województwa krakowskiego w 1648 roku, podpisał jego pacta conventa. Poseł sejmiku proszowickiego na sejm 1649//1650 roku, sejm 1650 roku i sejm nadzwyczajny 1652 roku.